# Bonner
Bonner Canberra ausztrál főváros egyik elővárosa, Gungahlin kerületben. A városkát Neville Bonner szenátorról nevezték el, aki az ország első őslakos képviselőjeként Queensland népét képviselte 1971 és 1984 közt. Az előváros határos Horse Parkkal és Gundaroo Drivesszal, valamint nagyjából 4 kilométerre fekszik Gungahlin város központjától és mintegy 16 kilométerre Canberra belvárosától. Szomszédos még Jacka, Amaroo és Forde külvárosokkal is.

## Történelme
Bonner azon a helyen fekszik, ahol korábban a karámokkal borított Horse Park nevű birkatenyésztő telep állt, melyet 1853-ban az ír származású John és Ann Gillespie alapított. Ettől a zavaros kezdettől fogva az úttörő család és fiuk James Gillespie megszerezték a környező birtokokat, mint például "Elm Grove-t", amelynek helyén manapság Forde fekszik. A Gillespie-család egyike volt annak a számtalan családnak, akik különböző ravasz módszerekkel kisebb-nagyobb méretű gazdasági épületek építésével szereztek egyre nagyobb birtokokat a szomszédaiktól, melyet aztán a törvényhozás a Robertson Land Acts földjogi szabályozás keretein belül szabályozott.
Fiuk, James Gillespie alapította a Mulligans Flat Public Schoolt. Az iskola maradványai a Mulligans Flat Reserve mellett találhatóak, amely az előváros északkeleti részén helyezkedik el. Gillespie volt az, aki rendszeresen hozzájárult adományaival a Goulburn Evening Penny Post újság megjelenéséhez, "A Varázsló" (The Wizard) álnéven.  A "Horse Park" nevezetű majorság neve szerepel az Ausztrál Fővárosi Terület Örökségi Regiszterében. Maga a major mintegy egy kilométerre található Jacka elővárostól.

## Fontosabb helyek
A bevásárlóközpont majdnem pontosan a külváros geometriai középpontjában helyezkedik el, nem messze a közepesen sűrűn lakott lakóövezettől. A helyi általános iskola a vidékről ideutazó és itt tanuló gyerekek bonneri, forderi és jackai otthonaihoz viszonyítva a középpontban helyezkedik el. Az iskola határos a helyi központtal és a játszóterekkel. Ezek az adottságok szociális szempontból központtá teszik Bonnert.

## Fordítás
Ez a szócikk részben vagy egészben  a   Bonner, Australian Capital Territory című angol Wikipédia-szócikk ezen változatának fordításán alapul.  Az eredeti cikk szerkesztőit annak laptörténete sorolja fel. Ez a jelzés csupán a megfogalmazás eredetét és a szerzői jogokat jelzi, nem szolgál a cikkben szereplő információk forrásmegjelöléseként.